# كحل مفترش
كحل أو كحيل  أو حماط واسمه العلمي (Arnebia decumbens) وهي عشبة موسمية ترتفع لأكثر من 25 سم، أوراقها رمحية الشكل و أزهارها صفراء صغيرة متقاربة، يكتسي النبات بأشواك قاسية صغيرة، تعد السهوب والصحاري موطنًا للنبات وتتوزع في شبة الجزيرة العربية وشمال أفريقيا والهند وباكستان.